# チャペルヒル (ノースカロライナ州)

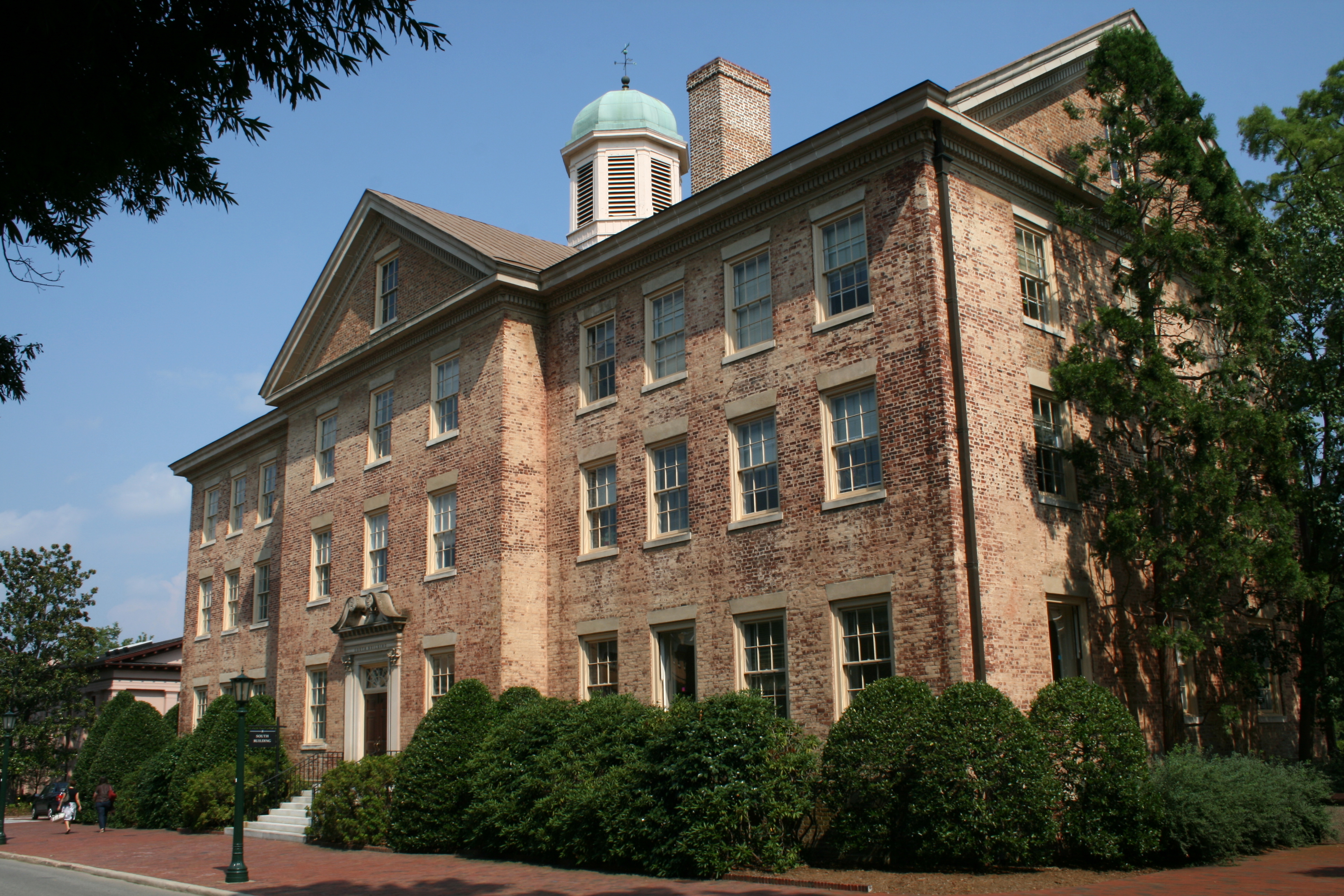
ノースカロライナ大学

チャペルヒル（Chapel Hill）は、アメリカ合衆国ノースカロライナ州の町。ダーラムの西に隣接する。人口は6万1960人（2020年）。町域面積は約51km²で、そのほとんどはオレンジ郡に属し、一部がダーラム郡にまたがっている。ノースカロライナ大学チャペルヒル校がキャンパスを構える学園都市として知られている。

## 概要
このチャペルヒルと、東に隣接するダーラム、および州都ローリーの3都市を中心とした都市圏はリサーチ・トライアングルと呼ばれている。チャペルヒルはノースカロライナ大学、ダーラムはデューク大学、そしてローリーはノースカロライナ州立大学と、高い評価を受けている大学を3つ持つこの地域には、1959年にハイテク産業の中心地となるべく、リサーチ・トライアングル・パークが創設された。リサーチ・トライアングルの名はこのリサーチ・トライアングル・パークに由来している。正式には、リサーチ・トライアングルはローリー・ダーラム・チャペルヒル広域都市圏といい、ローリー都市圏とダーラム・チャペルヒル都市圏の2つの都市圏、および周辺の4つの小都市圏からなっている地域である。ダーラム・チャペルヒル都市圏は約50万人、ローリー・ダーラム・チャペルヒル広域都市圏全体では約190万人の人口を抱えている。
現在のチャペルヒルの町の中心部は、ニュー・ホープ・チャペル（New Hope Chapel）と呼ばれる、イギリス国教会の小さな礼拝堂が建つ丘であった。この礼拝堂は1752年に建てられた。現在では、この礼拝堂のあった場所にはノースカロライナ大学のキャンパス内で、カロライナ・インというホテルが建っている。ノースカロライナ大学は1789年に創設、1795年に開校した。1819年には、ノースカロライナ大学の大学町としてチャペルヒルが創設された。1851年には正式な町になった。町のメインストリートとなるフランクリン・ストリートは、ベンジャミン・フランクリンにちなんで命名された。

## 人口動態
1880年から直近までの人口推移は表のとおり。

## 交通

### 空港
チャペルヒルを含むリサーチ・トライアングルの玄関口となっている空港はローリーとダーラムの間の州間高速道路I-40沿いに位置するローリー・ダーラム国際空港（IATA: RDU）である。この空港には主要３社（アメリカン航空・デルタ航空・ユナイテッド航空）がすべてハブ空港からの便を発着させている。

### バス
市内の公共交通としては、チャペルヒル・トランジット が運営する路線バス網でカバーされている。2002年より、チャペルヒル・トランジットの運賃は無料となり、税金や連邦政府からの補助金等で運営されている。
加えて、ローリーやダーラムとの間には、これとは別にトライアングル交通局 の路線バスが走っている。

### その他
チャペルヒルとダーラムを結ぶライトレールを建設する構想があるが、2019年4月に凍結されている。

## 姉妹都市
- プエルト・バケリソ・モレノ（エクアドル）